# Can Jofre (Calonge)
Can Jofre és un monument protegit com a bé cultural d'interès local del municipi de Calonge (Baix Empordà).

## Descripció
És una antiga casa pairal amb pati porxat. La construcció és de planta rectangular amb teulada a dues vessants. El parament dels murs oriental i migdia està emblanquinat i les façanes septentrional i occidental conserven els esgrafiats, amb diferents dibuixos a cada una d'elles, en molt mal estat. Els marcs de les obertures són de pedra i la llinda de la porta té gravada una inscripció il·legible i una data. El ràfec mostra teules i rajols pintats. L'interior ha estat molt reformat però la sala principal manté el festejador. Es troba dins el nucli urbà del municipi.

## Història
La construcció data del s.XVII. En època vuitcentista quedà integrada al nucli urbà. L'any 1953 s'instal·là un trull d'oli, traslladat del mas Molla de la Riera, que encara avui funciona. A l'estiu serveix de restaurant.